# Oki Doki (canción)
Oki Doki es un sencillo infantil interpretado por Discovery Kids Doki que actualmente es un grupo con 6 integrantes. El éxito se obtuvo más en los países de habla hispana que en la de habla inglesa. Fue una de las canciones infantiles más exitosas, que logró más de 3 millones de views en su canal oficial en VEVO. Esta canción tiene una versión en portugués llamado con el mismo nombre. En el principio del grupo intérprete, en Youtube hubo muchos comentarios de que realicen más sencillos, y así fue. El sencillo que le sigue es La Hora de Dormir.

## Argumento
Empieza con el texto "Doki" y aparece el intérprete echado en el césped mirando las estrellas, ahora enfoca al intérprete en un dibujo de un barco sobre el mar. Ahora se muestra a Doki realizando diferentes acciones como: patinar, navegar, preguntar, etc. La canción termina cuando Doki se pone a patinar y se resbala y aparece el logo de Discovery Kids y el texto "Doki" como en el principio sólo que en el hielo. La canción extendida sigue sólo que no tiene su vídeo oficial, y se puede apreciar en el juego de tudiscoverykids.com basado en el CD "Karaoke con Doki" con el mismo nombre.

## Créditos
- Saray Castrillón - Coro
- Daniel Escobar - Arreglos
- Rodrigo Gutiérrez - Vocalista Principal
- Isabela Ríos - Coro
- Juan Camilo Ríos - Autor, Compositor
- Xandra Uribe - Autora
- Lulú Vieira - Coro

- Datos: Q6049559